# Women's Reserve Ambulance Corps
 (mai 2024).
Les Women's Reserve Ambulance Corps (aussi connu sous le nom de Green Cross Corps) sont une organisation humanitaire bénévole créée au Royaume-Uni en 1915 pendant la Première Guerre mondiale.
Ses membres œuvrent pour diriger les gens vers les gares, transporter les patients hospitalisés et prêter assistance lors de bombardements allemands. L'organisation envoie du personnel aux Dardanelles pendant la campagne de Gallipoli et organise le premier convoi d'ambulances entièrement féminin vers l'armée britannique sur le front occidental. L'organisation devient membre fondateur du Corps auxiliaire féminin de l'armée en 1917 et continue d'exister jusqu'en septembre 1919.

## Histoire
Les Women's Reserve Ambulance Corps se développent à partir de la proposition de la suffragette britannique Evelina Haverfield de créer un Women's Volunteer Rifle Corps lors du déclenchement de la Première Guerre mondiale en août 1914. L'organisation voit le jour en 1915 et n'est initialement actif qu'à Londres. Haverfield est un membre fondateur et sera plus tard nommée commandante en chef. Rotha Lintorn-Orman, qui fondera plus tard les fascistes britanniques, en est également membre. L'unité est financée par des dons et des souscriptions de membres du public.
Les femmes de l'organisation apportent de l'aide à la gare Victoria de Londres pour donner des indications aux personnes perdues et aider celles qui ont besoin d'un hébergement pour la nuit ; cela comprend un grand nombre de militaires partant pour le front et ceux qui reviennent blessés ou en congé,. À un moment donné, elle fournit une assistance à 16 000 militaires par mois.
L'unité est démarre ses assistances militaires sur les lieux du premier grand raid de zeppelins sur Londres de septembre 1915, apportant des soins aux blessés. Ils aident la police lors des bombardements ultérieurs, soignant les blessés et les mourants, récupérant les cadavres et nettoyant les rues. En 1916, ils envoient le premier convoi d’ambulances entièrement féminin à l’armée britannique sur le front occidental en France. Un détachement sert également dans les Dardanelles pendant la campagne de Gallipoli.
Une branche du corps est plus tard établie à Bournemouth et est connue sous le nom de « Bournemouth Battalion ». Il comprend 3 officiers et 45 autres soldats et, à partir de mars 1916, est équipé d'une ambulance à moteur Sunbeam. Le bataillon transporte les patients de la gare vers divers hôpitaux et agisse également comme aide-soignant, nettoyeur et employé de cantine. L'organisation est une unité fondatrice du Corps auxiliaire féminin de l'armée, créé en 1917. Le corps continue ses services jusqu'en septembre 1919.

## Reportages de presse
L'organisation reçoit des avis mitigés dans la presse. En 1916, l' Illustrated War News déclare que « de toutes les sociétés et organisations… que le conflit actuel a suscitées, aucune ne fait un travail meilleur ou plus utile que les Women's Reserve Ambulance ». Cependant, elle est critiquée par d'autres médias pour « trop empiéter le territoire masculin » et ses membres sont accusés de profiter de l'opportunité offerte par la guerre pour « vivre des moments inoubliables ».

## Uniforme

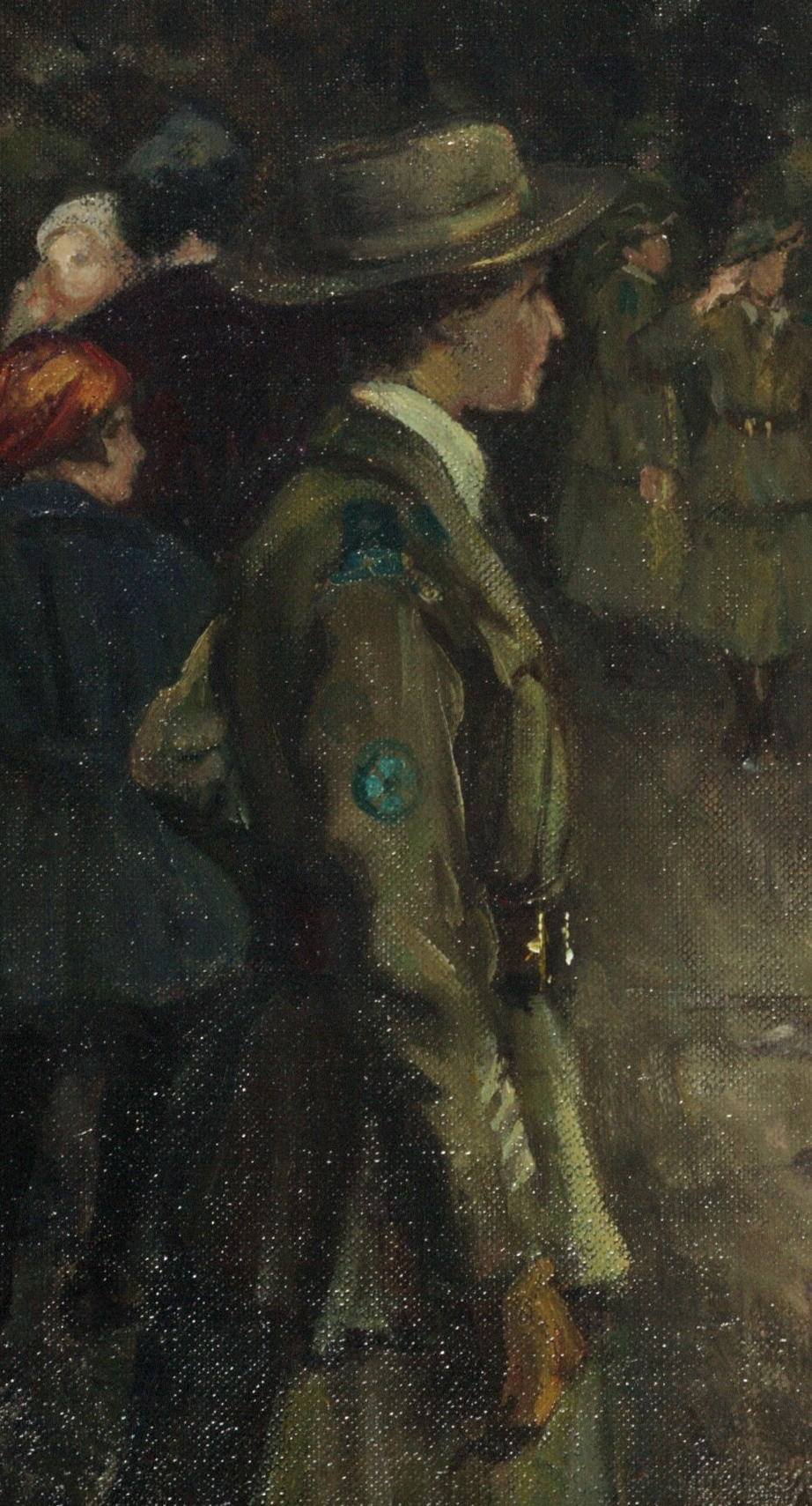
Détail de l'uniforme.

Les Women's Reserve Ambulance portent un uniforme kaki. Un insigne de titre en métal noir ou en bronze est porté sur l'épaule avec le texte « Green Cross ». Un insigne circulaire en tissu kaki représentant une croix de Malte verte dans un cercle vert est porté sur le bras.